# ДС-У2-ИК
ДС-У2-ИК — обозначение серии космических аппаратов на спутниковой платформе ДС-У2, разработанных ОКБ-586 (ныне — КБ «Южное») для советской программы международного научного сотрудничества Интеркосмос.
Расшифровка названия ДС-У2-ИК:
- ДС — Днепропетровский спутник

Логотип программы

- У2 — унифицированный, вторая модификация
- ИК — по программе Интеркосмос

Было построено и запущено 7 космических аппаратов этой серии, предназначенных для изучения структуры ионосферы, магнитосферы и радиационных поясов Земли.
Постановщиками экспериментов были различные научные организации из ЧССР, ГДР, НРБ, ВНР, СРР ПНР и СССР.

## История создания
В декабре 1959 года создается Межведомственный научно-технический совет по космическим исследованиям при Академии Наук СССР во главе с академиком М. В. Келдышем, на который возлагается разработка тематических планов по созданию космических аппаратов, выдача основных тематических заданий, научно-техническая координация работ по исследованию и освоению верхних слоев атмосферы и космического пространства, подготовка вопросов организации международного сотрудничества в космических исследованиях.
Членом Президиума Межведомственного научно-технического совета по космическим исследованиям утверждается М. К. Янгель. В области прикладных задач проведения подобных работ было поручено НИИ-4 Министерства обороны СССР.
В 1962 году в программу второй очереди пусков ракеты-носителя «63С1», были включены космические аппараты «ДС-А1», «ДС-П1», «ДС-МТ» и «ДС-МГ».
В 1963 году было принято решение о создании трёх модификаций унифицированной спутниковой платформы:
- ДС-У1 — неориентированный в пространстве космический аппарат с химическими источниками энергии;
- ДС-У2 — неориентированный в пространстве космический аппарат с солнечными батареями, в качестве источника энергии;
- ДС-У3 — ориентированный на Солнце космический аппарат с солнечными батареями, в качестве источника энергии.

Малые космические спутниковые платформы стали инструментальной базой для организации международного сотрудничества в области исследования космического пространства по программе «Интеркосмос».

## Космические аппараты серии ДС-У2-ИК
- ДС-У2-ИК-1 (Интеркосмос-3) — изучение радиационной обстановки в околоземном пространстве;[5]
- ДС-У2-ИК-2 (Интеркосмос-5) — изучение радиационной обстановки в околоземном пространстве;[6]
- ДС-У2-ИК-3 (Интеркосмос-10) — исследование электромагнитных связей магнитосферы и ионосферы Земли;[7]
- ДС-У2-ИК-4 (Интеркосмос-12) — изучение ионосферы Земли;[8]
- ДС-У2-ИК-5 (Интеркосмос-13 — изучение ионосферы Земли;[9]
- ДС-У2-ИК-6 (Интеркосмос-14) — исследование электромагнитных волн сверхнизких частот в ионосфере Земли;[10]
- ДС-У2-ИК-8 (Интеркосмос-9) — изучение радиоизлучения Солнца;[11]